# Potamotrygon hystrix
Potamotrygon hystrix е вид хрущялна риба от семейство Potamotrygonidae.

## Разпространение
Видът е разпространен в басейните на река Парана и Парагвай в Южна Америка.